# Kontrafaktizität
Der Begriff Kontrafaktizität (gegen die Tatsächlichkeit, Gegebenheit oder Faktizität) wird deskriptiv und normativ verwendet. Deskriptiv verwendet wird der Begriff in der Philosophie zur Kennzeichnung des Gegensatzes zwischen Behauptungen oder Gedankenmodellen oder möglichen Ereignissen und der Realität, z. B. in der Wissenschaftstheorie, wo kontrafaktische Aussagen wie „Wenn ich das Glas fallen ließe, würde es zerbrechen“ u. a. dazu dienen, zu klären, was Naturgesetze sind (siehe Kontrafaktisches Konditional). Normativ verwendet wird der Begriff, um auszudrücken und zu kritisieren, dass jemand etwas gegen die Fakten behauptet. Kontrafaktische Aussagen im deskriptiven Sinne widersprechen der Wirklichkeit nicht, sondern stellen eine mögliche Wirklichkeit dar. Kontrafaktische Aussagen im normativen Sinne widersprechen der Wirklichkeit und werden als „falsch“ klassifiziert. Beispielsweise kann die Behauptung, mit der Verkleinerung des Ozonlochs wäre die Problematik der Luftverschmutzung gelöst, als „kontrafaktisch“ bezeichnet werden.
Kontrafaktische Modelle ignorieren u. U. bewusst einzelne Phänomene der Realität, um strukturelle Aussagen machen zu können (Beispiel: Homo oeconomicus).
Kontrafaktische Annahmen werden oft benutzt, um Hypothesen über mögliche Ereignisabläufe aufzustellen. Es wird dabei ein so nicht eingetretenes Ereignis postuliert und die möglichen Folgen diskutiert.
Beispiel: Wie wäre die deutsche Geschichte verlaufen, wenn Kaiser Friedrich nicht schon 1888 an Kehlkopfkrebs gestorben wäre?
Solche Spekulationen haben allerdings nur heuristischen Wert, da sie nicht beweisbar sind.

## Philosophie
Als Kontrafaktische Konditionale werden in der Erkenntnistheorie dispositionale Zustände bezeichnet, die als kausale Zusammenhänge in Theorien verwendet werden, z. B. dass Wasser unter sonst gleichen Bedingungen nicht gekocht hätte, wenn es nicht erhitzt worden wäre.
Als kontrafaktisch gilt die Begründung des Sittengesetzes bei Immanuel Kant. In der Kritik der reinen Vernunft hatte er gezeigt, dass eine Ethik durch Naturgesetze nicht begründet werden kann. Dennoch ging er in der Grundlegung zur Metaphysik der Sitten davon aus, dass der Mensch die Freiheit zu ethischen Entscheidungen besitzt. Dieses Postulat ist eine kontrafaktische Voraussetzung seiner Ethik.
Kontrafaktisch ist auch die Begründung von Ludwig Wittgenstein für sein Privatspracheargument. Er vertrat die Auffassung, dass die Bedeutung der Sprache nur durch ihren Gebrauch, das heißt intersubjektiv, entsteht. Eine von einer isolierten Einzelperson, die über keinen kommunikativen Zugang zu anderen Personen verfügt, entwickelte Privatsprache hielt er nicht für möglich, weil Sprache auf Regeln beruht, die nur intersubjektiv entstehen können.
Ein Beispiel für Kontrafaktizität ist auch die „ideale Sprechsituation“ in der Diskurstheorie der Wahrheit von Jürgen Habermas, die auch in dessen Theorie des kommunikativen Handelns eine zentrale Rolle spielt. Ebenso wird der Konsens im Urzustand in der Theorie der Gerechtigkeit von John Rawls als kontrafaktisch bezeichnet, weil er in der faktischen Gesellschaft nicht umsetzbar ist, da den Personen in diesem Gedankenexperiment die Kenntnis der faktischen Bedingungen fehlt.
Ein weiterer Zusammenhang für die Verwendung von Kontrafaktizität ist die Definition dispositioneller Eigenschaften. So diskutierte Gilbert Ryle den Begriff der Wahrheit in Bezug auf dispositionale Eigenschaften, die sich in (möglicherweise) kontrafaktischen Konditionalsätzen darstellen. Dass die Realität solcher Eigenschaften, z. B. der Wasserlöslichkeit des Zuckers, sich erst bei ihrem Eintreten ergibt, wurde schon bei Aristoteles thematisiert.

## Kontrafaktische Evidenz
Dieser Begriff kann in der wirtschaftswissenschaftlichen Lehre verwendet werden, wenn eine Untersuchung im Sinne eines Gedankenexperimentes davon ausgeht, dass zu einem bestimmten Zeitpunkt entgegen dem tatsächlichen Geschehen eine andere wirtschaftspolitische Entscheidung getroffen worden wäre. Dieses sei aber nur zulässig, wenn neben dem Gedankenexperiment die hauptsächlichen Schlussfolgerungen für Fachleute evident darzustellen sind.